# Sergej Mašera
Sergej Mašera (Gorizia, 11 maggio 1912 – Bocche di Cattaro, 17 aprile 1941) è stato un ufficiale jugoslavo di origine slovena.

## Biografia
Terzo figlio del professor Fran Mašera originario di Avsa, vicino a Caporetto, e di Ida Zarli (o Carli) di Tolmino, dopo la prima guerra mondiale la famiglia di Mašera dovette trasferirsi a causa delle mutate condizioni politiche nella Carinzia slovena, e di lì presto a Lubiana, dove il giovane frequentò il ginnasio che concluse nel 1929. Successivamente si iscrisse all'Accademia navale a Ragusa di Dalmazia. Allora, la carriera militare, specie in marina, era traguardo molto ambìto per la gioventù, a causa del prestigio e della buona posizione economica che ne derivava. Sergej terminò gli studi in accademia nel 1932 come il quinto miglior cadetto di quell'anno. Alcuni anni lavorò sulla nave Sitnica. Era particolarmente attratto dall'artiglieria; così colse subito l'occasione che gli si presentò di un corso in tal senso a Combùr/Kumbor, nelle Bocche di Cattaro, che portò con successo a compimento. Successivamente venne trasferito a Zemun, dove sostenne un esame per il passaggio di grado. Fu poi mandato in Svezia e collaborò all'armamento del cacciatorpediniere Beograd, al quale fu assegnato dopo la sua assunzione nella flotta  della regia marina militare Jugoslava.
Subito prima dello scoppio della seconda guerra mondiale fu assegnato alla cacciatorpediniere Zagreb in qualità di ufficiale d'artiglieria. Quando la guerra mise piede sul suolo jugoslavo, quest'imbarcazione si trovava  nelle Bocche di Cattaro, la base più importante della marina del Regno di Jugoslavia. In quei giorni, lì erano ormeggiati anche il cacciatorpediniere Beograd e il Dubrovnik. Gli equipaggi erano inquieti: riguardo allo svolgersi degli eventi bellici, le notizie erano frammentarie o addirittura false, e sempre in allarme nell'eventualità di attacchi aerei italo-tedeschi. Quando l'esercito jugoslavo capitolò alle Potenze dell'Asse, l'equipaggio del cacciatorpediniere Zagreb lasciò la nave. Vi rimasero solo i due ex compagni d'accademia, Mašera e Milan Spasić, appunto. Perché l'unità di marina non cadesse in mano nemica, si fecero saltare per aria insieme ad essa il 17 aprile 1941. Mašera e Spasić, che persero la vita sulla nave, furono proclamati eroi nazionali jugoslavi nel 1973. Il museo della marina di Pirano già dal 1967 è dedicato a Mašera.